# KARATE
「KARATE」（カラテ）は、BABYMETALの配信シングル。2016年2月26日にBMD FOX RECORDSから発売された。

## 概要
当楽曲は、ゆよゆっぺが制作した楽曲で、2016年4月1日に発売された2ndアルバム『METAL RESISTANCE』からの先行シングルとなっており、iTunes Storeで先行配信された。また、配信開始と同日にニッポン放送のラジオ番組「ミュ〜コミ+プラス」で初オンエアーされた。

## 音楽性
ニュー・メタルやジェント的なギターリフが使用されており、「セイヤ」「ソイヤ」という掛け声や、サビのメロディーと歌詞のエモさが印象的な楽曲となっている。

## ミュージック・ビデオ
当楽曲のミュージック・ビデオは、二宮“NINO”大輔が映像監督を務めており、YouTube上のオフィシャルチャンネルで2016年3月17日に公開された。ダンスパフォーマンスでバトルを繰り広げる映像に仕上がっており、白装束に扮した過去の自分達と闘い、壁を越えていくというテーマになっている。

## 批評
称賛/栄誉
2016年に開催された音楽アワード「MTV Video Music Awards Japan 2016」でミュージック・ビデオが「最優秀メタルビデオ賞」を受賞した。また、米HR/HMウェブメディアのLoudwireが主催する「6th Annual Loudwire Music Awards」にて「Best Metal Song」に一般投票の結果選出された。

## ライブ・パフォーマンス
ライブでは2015年末に開催された横浜アリーナ公演で初披露されたほか、音楽番組では2016年4月22日放送のテレビ朝日「ミュージックステーション」などで披露された。また、2016年7月に開催されたオルタナティヴ・プレスが主催する「Alternative Press Music Awards 2016」でも披露されており、その際のライブ映像が後日オルタナティヴ・プレスよりYouTubeで公開された。なお、振り付けには空手をイメージしたものが取り入れられている。

## タイアップ
2016年5月、アメリカのプロレス団体・WWEのファーム団体であるWWE・NXTが主催するPPVの大会「テイクオーバー」のテーマソングとして、ア・デイ・トゥ・リメンバーの楽曲と共に当楽曲が採用される事が発表され、同年6月8日に行われた大会で使用された。